# VR Sm7形電車
VR Sm7形電車（VR Sm7がたでんしゃ）は、フィンランドのVRグループが導入する電車。スイスのシュタッドラー・レールが旧型電車の置き換え用として生産し、2026年から営業運転を開始する。

## 概要
2022年、フィンランドの鉄道運輸業務を担うVRグループは、電化路線の近代化を目的としてスイスのシュタッドラー・レールとの間に20編成＋オプション50編成分の新型電車の導入に関する契約を交わした。これに基づき同社が生産する車両がSm7形である。
欧州における安全基準に基づいた軽量アルミニウム製のモジュール車体を有する4両編成の列車で、大型のスノープラウや断熱材、電気機器を収納するキャビネット、乗降扉付近の床暖房を含めた車内の温度管理（暖房、空調機能など）といったフィンランドの走行環境に適した構造や機構が備わっている。また、空調装置に用いるプロパンやコンプレッサーを始め、車両を構成するほとんどの部品は廃車後にリサイクルが可能となっており、持続可能性の向上に貢献している。
車内は大部分が床上高さ600 mmの低床構造になっており、フィンランド各地の低床式プラットホームから段差無しで乗降可能となっている。車内の座席の一部はテーブルが備わっており、ノートパソコンの使用など通勤客の需要に応じた設計となっている他、全ての座席に充電用のプラグが備わっている。また、低床部分にはベビーカーや自転車が設置可能なスペースが存在し、夏季など時期に応じて一部の座席を撤去し自転車スペースを増設する事も可能である。
営業運転開始は2026年を予定しており、導入予定の5路線（D、R、T、Z、M線）で使用されているSm4形電車を他の路線へ転属させ、それらで使用されていた旧型電車のSm2形電車を置き換える形で近代化が実施される。部品の製造はスイス、最終組み立てはポーランド、それぞれに位置するシュタッドラー・レールの工場で実施される。

## 関連形式
- Sm5形電車 - ヘルシンキ都市圏の近郊路線で2009年以降運行している「FLIRT」。Sm7形とは前面形状や編成（連節車）など多数の差異が存在する[1][3]。